# 別洛列茨克區

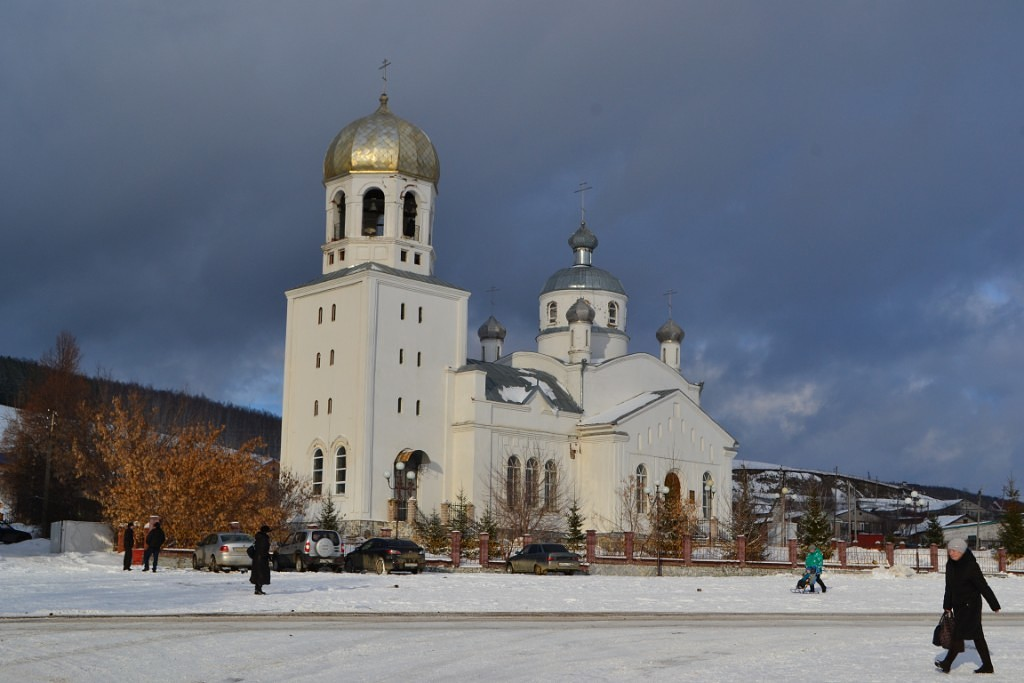

55°42′N 58°57′E / 55.700°N 58.950°E
別洛列茨克區（俄语：Белорецкий район），是俄羅斯的一個區，位於該國西南部，由巴什科爾托斯坦共和國負責管轄，始建於1930年，面積11,303平方公里，2010年人口38,442，人口密度每平方公里3.4人。